# Ciclism la Jocurile Olimpice de vară din 2020 - Urmărire masculin pe echipe
Cursa ciclistă de urmărire masculin pe echipe de la Jocurile Olimpice de vară din 2020 a avut loc în perioada 2-4 august 2021 pe Izu Velodrome,Tokyo.

## Program
Orele sunt ora Japoniei (UTC+9) 
| Data                    | Timp  | Etapă      |
| ----------------------- | ----- | ---------- |
| Luni, 2 august 2021     | 17:02 | Calificări |
| Marți, 3 august 2021    | 16:22 | Primul tur |
| Miercuri, 4 august 2021 | 17:45 | Finala     |

## Rezultate

### Calificări
| Loc | Țară           | Cicliști                                                             | Rezultat | Note |
| --- | -------------- | -------------------------------------------------------------------- | -------- | ---- |
| 1   | Danemarca      | Lasse Norman Hansen Niklas Larsen Frederik Rodenberg Rasmus Pedersen | 3:45,014 | RO   |
| 2   | Italia         | Simone Consonni Filippo Ganna Francesco Lamon Jonathan Milan         | 3:45,895 |      |
| 3   | Noua Zeelandă  | Aaron Gate Campbell Stewart Regan Gough Jordan Kerby                 | 3:46,079 |      |
| 4   | Marea Britanie | Ethan Hayter Ed Clancy Ethan Vernon Oliver Wood                      | 3:47,507 |      |
| 5   | Australia      | Kelland O'Brien Sam Welsford Leigh Howard Alexander Porter           | 3:48,448 |      |
| 6   | Canada         | Vincent De Haître Michael Foley Derek Gee Jay Lamoureux              | 3:50,455 |      |
| 7   | Germania       | Theo Reinhardt Felix Groß Leon Rohde Domenic Weinstein               | 3:50,830 |      |
| 8   | Elveția        | Robin Froidevaux Stefan Bissegger Mauro Schmid Cyrille Thièry        | 3:51,514 |      |

### Primul tur
| Loc | Serie | Țară           | Cicliști                                                             | Rezultat | Note    |
| --- | ----- | -------------- | -------------------------------------------------------------------- | -------- | ------- |
| 1   | 3     | Italia         | Simone Consonni Filippo Ganna Francesco Lamon Jonathan Milan         | 3:42,307 | CMA, RM |
| 2   | 4     | Danemarca      | Lasse Norman Hansen Niklas Larsen Frederik Rodenberg Rasmus Pedersen |          | CMA     |
| 3   | 3     | Noua Zeelandă  | Aaron Gate Campbell Stewart Regan Gough Jordan Kerby                 | 3:42,397 | CMB     |
| 4   | 2     | Australia      | Kelland O'Brien Sam Welsford Leigh Howard Luke Plapp                 | 3:44,902 | CMB     |
| 5   | 1     | Canada         | Vincent De Haître Michael Foley Derek Gee Jay Lamoureux              | 3:46,769 |         |
| 6   | 1     | Germania       | Theo Reinhardt Felix Groß Leon Rohde Domenic Weinstein               | 3:48,861 |         |
| 7   | 2     | Elveția        | Théry Schir Stefan Bissegger Valère Thiébaud Cyrille Thièry          | 3:49,111 |         |
| 8   | 4     | Marea Britanie | Ethan Hayter Charlie Tanfield Ethan Vernon Oliver Wood               | 4:28,489 |         |

Danemarca a prins din urmă echipa Marii Britanii, avansând astfel în finala pentru medalia de aur, dar nu i s-a înregistrat un timp, deoarece al treilea ciclist al său s-a lovit de al treilea ciclist britanic prins, care a pierdut contactul cu cei doi membri ai echipei sale.

### Finale
| Loc                            | Țară           | Cicliști                                                             | Rezultat | Note |
| ------------------------------ | -------------- | -------------------------------------------------------------------- | -------- | ---- |
| Finala pentru medalia de aur   |                |                                                                      |          |      |
| 1                              | Italia         | Simone Consonni Filippo Ganna Francesco Lamon Jonathan Milan         | 3:42,032 | RM   |
| 2                              | Danemarca      | Lasse Norman Hansen Niklas Larsen Frederik Rodenberg Rasmus Pedersen | 3:42,198 |      |
| Finala pentru medalia de bronz |                |                                                                      |          |      |
| 3                              | Australia      | Kelland O'Brien Sam Welsford Leigh Howard Luke Plapp                 |          |      |
| 4                              | Noua Zeelandă  | Aaron Gate Campbell Stewart Regan Gough Jordan Kerby                 | DT       |      |
| Finala pentru locul 5          |                |                                                                      |          |      |
| 5                              | Canada         | Vincent De Haître Michael Foley Derek Gee Jay Lamoureux              | 3:46,324 |      |
| 6                              | Germania       | Roger Kluge Felix Groß Leon Rohde Domenic Weinstein                  | 3:50,023 |      |
| Finala pentru locul 7          |                |                                                                      |          |      |
| 7                              | Marea Britanie | Ethan Hayter Charlie Tanfield Ethan Vernon Oliver Wood               | 3:45,636 |      |
| 8                              | Elveția        | Robin Froidevaux Stefan Bissegger Valère Thiébaud Cyrille Thièry     | 3:50,041 |      |